# Aeroporto de Sousa
O Aeroporto de Sousa (IATA: ***, ICAO: SNQD) é um aeroporto localizado na cidade de Sousa, no estado da Paraíba. Situado a 371 quilômetros da capital João Pessoa.
Apenas há uma pista que serve para pousos e decolagens de aeronaves de pequeno porte com cargas e transportes de doentes para a capital do Estado. O aeroporto da cidade de Sousa não está funcionando para pousos a noite, apesar de já ter sido inaugurada a iluminação.
O Aeroporto da cidade de Sousa conta com uma pista de 1.200m de comprimento por 30m de largura, sendo de asfalto, localizado à 3,5 km do centro da cidade. Possui um amplo hangar que necessita de reforma no teto, contando também com um terminal de passageiros com sala de espera , guichés, sala de seguranças e outras divisórias, tendo sido reformado em 2010, um pátio de estacionamento e balisamento noturno para as aeronaves, que foram recentemente inaugurado em 12/2010 pelo governo do estado.
Conta com sua área totalmente cercada, com telefonia pública e uma casa sede administrativa, sendo constante a presença de policiais militares em um posto permanente no terminal de passageiros do aeroporto.